# Wela
Wela è una circoscrizione rurale (rural ward) della Tanzania situata nel distretto rurale di Nzega, regione di Tabora. Contj una popolazione di 7 031 abitanti (censimento 2012).